# Sant Francesc d'Assís de Torroella
Sant Francesc d'Assís de Torroella és la capella de la masia de Torroella, del terme municipal Santa Maria d'Oló, a la comarca del Moianès.
És una petita capella d'una sola nau, construïda vers el segle xviii. Està situada al 60 metres al nord de la masia de Torroella, quasi al límit nord-oest del terme municipal, pràcticament en el termenal amb Sant Feliu Sasserra.